# 蒙地奉上
蒙地奉上是满洲国在1930年代的一次政治制度改革。满洲国蒙政部将原归属于蒙古王公的“蒙地”中已经出租给其他人耕种的土地所有权从旗收归国有，并相应地给予各旗补偿。“开放蒙地”改革终结了自大清建立以来内蒙古东部王公的权益，将原有的世袭封建主改为政府任命的地方官员，可以视为当地王公制度的结束。:16-20

## 背景

### 大清

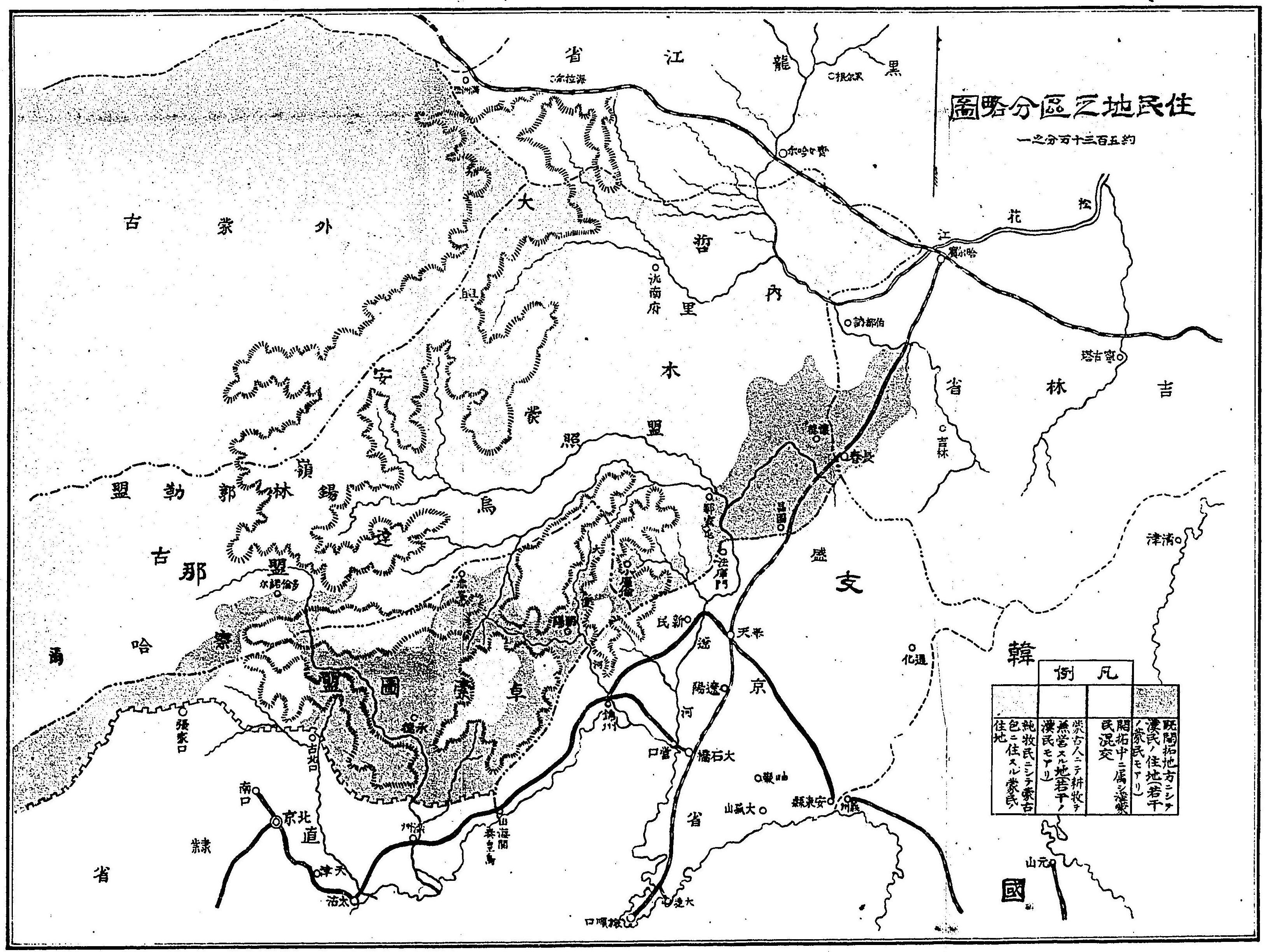
1908年时日本人绘制的内蒙古东部《住民之地区分略图》。原图为彩色故而四类地区颜色难以全部分辨，但已由汉人农耕之地区为深色可以明显区分

蒙地由来于大清时期的外藩蒙古各旗。清廷使用盟旗制度组织蒙古各部。旗受到理藩院一定程度的监督，既是地方行政组织也是自治团体。除了一些清政府指派管理者的内属蒙古旗外，绝大多数旗的首脑是世袭的札萨克，作为旗首长的札萨克既是大清帝国的官员，也是世袭贵族，对旗内人事、财政、司法等领域具有一定的自治权。在民国时代，以上的权力被定义为“管辖治理权”。:17
“蒙地”最初只是用来指代蒙古各部所居地方，但在满洲国的调查资料里，蒙地指蒙旗所辖地域。也有满洲国政府的资料认为蒙地是内、外蒙古以及西蒙古（卫拉特）地区，但不含青海蒙古。:18满洲国所属的蒙地前身为清代内扎萨克蒙古的东部各盟旗。
清代蒙古作为大清帝国的一部分，和帝国的其他组成部分是分别统治的，原本禁止汉人在蒙地从事农业。清中期由于经济因素，蒙古王公在旗内开始了农业活动。1723年（雍正元年）山东发生饥荒，清廷将受灾地区的农民临时迁移至内蒙古，允许他们自春季耕种至秋季。考虑到清廷原本施行封禁政策，不允许汉人耕种蒙地，故将这样的制度称为“借地养民”。据此制度由汉人耕种的蒙地称为借地养民地。随着外来农民的定居化，清廷为之设置了“地局”以征收蒙租、押租银等，并给农民发放永租权利的执照。清末，尽管这些土地仍属蒙旗，但为了管理这些外来农民，清廷在旗内又设置了县，分别统治汉人。外来农民向旗缴纳蒙租，向县缴纳税赋。大清时期大致上蒙租与税赋为6:4的比例。:18

### 民国

#### 北洋政府
1912年中华民国北京政府公布《蒙古待遇条例》，承认蒙古王公自清廷統治下獲得的既得权益。1914年，民国政府在原内札薩克蒙古的卓索图盟、昭乌达盟设立热河特别区，在锡林郭勒盟、八旗察哈尔（民国时期改称察哈尔盟）设立察哈尔特别区，在乌兰察布盟、伊克昭盟设立绥远特别区。而哲里木盟则分属奉天省、吉林省、黑龙江省管辖，黑龙江的呼伦贝尔、布特哈等地区亦存旗设县。清代所设的盟被新的行政区分割。:22
1907年起日本与俄国关于势力范围签署了多次秘密条约。其中1912年的第三次条约规定内蒙古西部是俄国的势力范围，而东部是日本的势力范围。东西界以北京所在的经度（东经116度）为准。1915年日本通过《二十一条》令中华民国承认日本在南满洲和内蒙古东部的权益。:22

#### 国民政府
1925年，中国国民党建立国民政府，北伐後通过武力推翻北洋政府，於1928年夺取中华民国政权。同年，南京国民政府将热河、绥远、察哈尔三个特别区改为省，改变了内蒙古地区的行政系统。内蒙古出现了盟与省、县与旗所辖区域错综交杂的情况。国民政府在内蒙古推行内地化政策使得内蒙古王公和知识分子感到不安。1930年5月，国民政府在南京召开“蒙古会议”，内蒙古各盟旗代表、东北四省（包括热河省）代表、蒙藏委员会委员等参与，议题以内蒙古盟旗制度和自治问题为主。会议中内政部与各盟旗代表意见对立，作为折衷，最后议定《蒙古盟部旗组织法》。该法承认盟旗的现有区域和其管辖治理权，规定盟旗与省县并存。法案经南京国民政府修正后，在1931年10月公布。:23

### 日本

#### 日本与内蒙古独立军
日本为了控制满蒙，在1920年代开始招收内蒙古的留学生。陆军士官学校在1925年和1926年招收了内蒙古独立运动家巴布扎布之子浓乃扎布（退学）、甘珠尔扎布（第18期）和正珠尔扎布（第19期）。:23
日本人笹目恒雄曾在东部内蒙古周游，1925年起开始资助蒙古人留学日本。1926年笹目访问呼伦贝尔副都统会办荣安、奉天的东北蒙旗师范学校校长墨尔色，委托他们组织蒙古学生留学。1927年，笹目在东京设立留学生宿舍（“戴天义塾”），共有36名蒙古学生曾居住于此，学习日语，此后入学各学校。其中郭文林、绰罗巴特尔、德树元、阿思根、胡和巴特尔、乌云达赉等在九一八事变爆发时，建立了“内蒙古独立军”，协助了满洲国的建立。九一八事变以后，关东军开始与东部内蒙古的各蒙古势力接触。前述的有留日经历的人物对此有较重要的作用。内蒙古独立军、哲里木盟王公、呼伦贝尔副都统衙门等势力各有主张，而满铁郑家屯公所所长菊竹实藏担当了关东军与各东蒙古势力联络的工作。:23,24
内蒙古独立军在九一八事变后得到了关东军的物质上的支持，然而10月12日内蒙古独立军进攻通辽，被通辽驻屯骑兵第三旅团等击退。11月关东军派遣预备役陆军大佐松井清助和预备役陆军少佐磐井文雄，满铁郑家屯公所所长菊竹和洮南公所所长河野正直也参与指导。内蒙古独立军改名为内蒙古自治军。这一时期关东军内部对东部内蒙古局势的看法不一致，有的观点认为应支持东蒙古独立运动，也有的观点认为应将东蒙古纳为新国家的自治领。:24,25

#### 日本与布特哈、呼伦贝尔地区
九一八事变之后，有留日经历的达斡尔人绰罗巴特尔、德树元:162、德古来等回到了兴安岭以东的布特哈地区。他们与东北蒙旗师范学校学生为中心的义军和当地猎人组成的自卫大队合流，在莫力达瓦山附近建立了“布特哈革命军”。当时在黑龙江省马占山的势力与关东军对立，11月上旬两军冲突，11月29日，绰罗巴特尔访问关东军齐齐哈尔特务机关长林义秀，请求关东军为布特哈革命军提供武器支援，以攻击在布特哈西部交战的汉人军队，但并未得到应允。1932年1月德古来向关东军方面提出意见书，提议建立以宣统皇帝为君主的君主立宪国家。:25
对呼伦贝尔地区，关东军采取谨慎的态度，避免刺激苏联和蒙古人民共和国。毕业于陆军军官学校的郭文林负责为关东军联络呼伦贝尔的实质领导者凌陞。1931年10月23日郭文林与凌陞一起前往奉天，与关东军参谋片仓衷和板垣征四郎会见，请求其协助蒙古民族取得自治权。当时板垣表示不能给出明确答复但愿意支持。此后关东军开始培养未来的蒙古人干部。1931年12月初，片仓指示郭文林，让蒙古青年到奉天铁道守备队接收六个月的训练，以作为未来呼伦贝尔军队的核心。郭文林获得了凌陞的同意，回到海拉尔，将13名蒙古青年派遣到了奉天。12月12日，郭文林和凌陞在海拉尔会见关东军满洲里特务机关长上田昌雄，表达呼伦贝尔当局意向：为了建立包括呼伦贝尔在内的内外蒙古人的泛蒙古国家，需要日本的支持；愿意加入以宣统帝为中心的奉天新政权。:25,26

## 满洲国的蒙地
清末和奉系时代，东蒙古旗下所设县受各旗和东三省的双重管理。虽然内蒙古东部仍施行盟旗制度，盟下有旗，但旗内供租种的开放蒙地早已经设县治理。这些县的土地虽然地处蒙旗内，也兼受各省管理。:224
满洲国将蒙地分为3类。租借给汉人耕种的开放蒙地；保持由蒙旗所使用的非开放蒙地；锦热蒙地。锦热蒙地这一类别设置于1933年满洲国占领热河省以后。热河省大部为昭乌达、卓索图盟蒙地，大清时期，由于借地养民以及金丹道事件，当地的土地权利关系较为复杂。民国时代的农垦更为深入，满洲国获取热河地区时，昭乌达、卓索图盟仍保持游牧生活方式的只有北部的翁牛特左、右旗。满洲国政府将热河的已农垦化的蒙地区别于开放蒙地，称为“借地养民地”或者“锦热蒙地”。:20
满洲国以县治理开放蒙地，并令各县归属于奉天、吉林、龙江、滨江等省；非开放蒙地仍以旗管理，旗直属于兴安各省而非盟。开放蒙地的县须向各旗缴纳蒙租。:224

### 非开放蒙地
非开放蒙地虽然不开放给汉人垦殖，由于开放蒙地的蒙古人流入非开放蒙地，人口密度提高，人均牧地减少，兴安岭以南的游牧蒙古人开始定居乃至半农半牧化。其中从事农业的有突泉县、开鲁县、林西县、喀喇沁旗，半农半牧的有14个旗，定居畜牧的主要在兴安岭南部山地。:11-24,30

## 满洲国蒙政部门沿革

### 成立兴安总省
1932年3月1日满洲国成立。3月，满洲国政府颁布教令第11号《兴安局官制》，规定兴安局是蒙古人的行政机关，管理兴安省内一般行政，辅佐国务总理处理兴安省内的旗务。兴安局初代总长为齐默特色木丕勒、次长为菊竹实藏。同年8月兴安局改名为兴安总署。中央和地方的蒙政机构里任用旧有的蒙古王公，但也将内蒙古自治军成员作为官吏任用。此后蒙政的权力逐渐从王公向官僚转移。:28
国民政府1932年4月在洛阳召开国难会议，昭乌达盟盟长扎噶尔、伊克昭盟盟长沙克都尔扎布、副盟长阿勒坦鄂齐尔、乌兰察布盟盟长云端旺楚克、哲里木盟副盟长那木济勒色楞、锡林郭勒盟副盟长德穆楚克栋鲁普等10余名内蒙古要人参与。:28,29
满洲国方面，5月4日，由蒙古自治准备委员会代表寿明阿、博彦满都、德古来等向驻长春的李顿调查团提交东部内蒙古要求加入脱离中国，加入满洲国的陈情书。:29
满洲国建国时，在确定蒙古人自治地区兴安省范围时遇到了一些问题。最初关东军设想以哲里木盟和黑龙江省的一部分地区为主，呼伦贝尔地区设为分省。而实际上开放蒙地的汉人入殖程度比关东军预想要深，因而不能将蒙旗所属地域全部纳入兴安省。在布特哈地区，考虑到马占山部的威胁和内蒙古自治军中达斡尔人的要求，在原西布特哈总管所辖，及原墨尔根副都统所辖之一部分地区，作为“达斡尔部族安住之地”设置了兴安东分省。1932年6月，教令第39号规定了兴安省的北、南、东三个分省的地域。然而满洲国自此并没有名文规定兴安总省是民族自治区域，而称作“特殊行政区”。兴安省最终未包含已设县治理德开放蒙地区域：郭尔罗斯前旗归吉林省，郭尔罗斯后旗归滨江省，杜尔伯特旗、依克明安旗、东布特哈旗、齐齐哈尔和墨尔根的八旗归龙江省。:29,30
1932年7月5日，满洲国教令第56号公布，兴安省施行“旗制”，规定“旗”是蒙古人享有自治权的行政组织。依据满洲国的新旗制，蒙古人担任“旗长”统括旗内行政，依据蒙政部令可以设置旗自治会。该教令尽管并未明文废除旧身分制度，但规定“在旗内有住所者为旗住民，旗住民依本令之规定享有权利并负担义务。”11月3日，教令第105号规定兴安各省各旗旗地，除已经作为开放地租种，或者经国务总理大臣许可者以外，禁止私放、私租。蒙古旗民自行垦种等非放牧目的使用旗地者不受此限。:30

### 热河省与蒙政部
1933年3月，热河战役结束，关东军与满洲国军占领中华民国热河省。3月末，关东军在赤峰召开“蒙古王公会议”，邀请原中华民国热河省和昭乌达、卓索图盟各旗王公参与。作为决议，各旗蒙古王公宣布热河省归属于满洲国，并要求恢复蒙旗的自治权。5月，满洲国政府将蒙古人口较多的西拉木伦河以北地区从热河省拆分，设为兴安西分省。而令西拉木伦河以南的翁牛特左、右旗、敖汉左、右、南旗、奈曼旗、喀尔喀左翼旗、唐古特喀尔喀旗、喀喇沁右、中、后旗、土默特右、左旗、錫埒圖庫倫旗归热河省管辖，以县治理。这些旗相关的蒙古人不满于此，自行在新京设立“十四旗办事处”，有的自行在旗内设置旗公署，在宫中设置联络处，直接向满洲国执政溥仪要求承认蒙旗自治、恢复旧制。满洲国热河省则宣抚蒙古王公并对县旗的情况进行调查。1934年9月，热河省将十四旗办事处解散，并在承德召开各蒙古王公代表会议，制定《旗县葛藤防止临时办法》，收拾了对立的局面。:31,32
1933年7月，关东军参谋本部在《暂行蒙古人指导方针要纲案》中决定为了避免蒙汉民族冲突，仍需利用蒙古王公。尽管前述1932年的“旗制”中已经体现了废除王公制度的意愿，当前仍需要保持王公的地位。在保护畜牧地的同时，对逐渐农耕化的地区要“渐进地助长”，“以半农半牧为目标”，“避免激进改革”。该要纲中也述及地方制度改革、改编兴安总署、确立蒙古人行政机构。:32,33
1934年12月，满洲国改为帝制，同时实施了全国范围的行政区划变更。满洲国政府依照关东军的《暂行蒙古人指导方针要纲案》，将兴安总署改编为“蒙政部”。首任总长为齐默特色木丕勒，次长为依田四郎。蒙政部设立的原因之一是蒙古人希望有和汉人同等地位的内阁部长，“蒙政部”比“兴安”更能体现对蒙古民众的意义。蒙政部管理实施旗制的地区的地方行政、警察和地方自卫、土木、土地、卫生、农林、畜牧、渔业、矿业、工商、教育、宗教等事项，权限较兴安总署更大。而蒙政部管理的区域也较兴安局更大：一方面兴安诸省范围扩大，錫埒圖庫倫旗、喀尔喀左翼旗、唐古特喀尔喀旗合并为库伦旗，并入兴安南省，通辽县从奉天省改隶兴安南省，热河省的翁牛特左翼旗大部和奈曼旗划入兴安西省；另一方面，蒙政部也管辖兴安诸省外的旗地：郭尔罗斯前、后旗、依克明安旗、杜尔伯特旗等作为施行旗制的“省外蒙旗”，由蒙政部作为第二监督机关，以次于各旗所属省政府的地位进行管理。:33,34
热河并入满洲国之初，并未有明确的官制，循旧例行政。1937年1月1日起，明确热河省的喀喇沁左、右、中旗、翁牛特右旗、敖汉旗和锦州省的土默特左、右旗施行旗制。此后“锦热蒙旗”或“热锦蒙旗”即指此8个旗。1937年3月1日起，规定锦热的旗县区域一致：喀喇沁左旗对应建昌县，喀喇沁中旗对应宁城县，喀喇沁右旗对应建平县，敖汉旗对应新惠县，翁牛特左旗对应乌丹县，翁牛特右旗对应赤峰县，土默特左旗对应阜新县，土默特右旗对应朝阳县。:45,46

### 蒙政部撤销
早在1910年代满铁即对满蒙的土地情况开始调查。1931年九一八事变之后关东军制定土地制度方案。1932年满洲国建立，民政部下设土地局，掌土地调查测量、地籍和地籍图的制作、土地整理和权利核查。1934年起，关东军不仅制定土地制度方案，而且开始直接控制满洲国的土地政策。1934年9月，关东军的加藤铁也担任满洲国土地局的顾问（后就任总务处长）。此后在加藤的主导下，土地局开始准备改革土地制度。1935年8月到12月为改革土地制度召开了各种会议。:43-61
1936年3月，满洲国政府在新京召开第1次兴安各省省长会议，代表关东军司令部的日本来宾和满洲国国务院、民政部等机关的代表者参加此会议。兴安各省代表转达了蒙古人对满洲国政策的强烈不满，希望保护大清以来的蒙古人的权益；希望不论开放或非开放蒙地，由蒙政部施行单一的土地法。而土地局则希望将开放蒙地作为满洲国一般的土地看待，将开放蒙地的土地权利一元化。可见满洲国土地局和蒙古人在土地制度上意见相左，而兴安各省省长也见被夹在在中央政府和蒙古人民之间，处于两难境地。:67-72
兴安各省省长会议结束后，兴安北省省长凌陞在4月12日坐火车到达海拉尔站时，突然被关东军宪兵队逮捕，以通苏的嫌疑被护送到新京，4月24日被凌陞等4人被枪决，兴安北省主要官员辞职，是为「凌陞事件」。此事令蒙古官员对满洲国政府和日本人产生不信任感。而在当时，蒙政部和蒙古官员也因此受到牵连，一部分人被处分。此后蒙政部在土地制度上无法像之前一样与土地局对抗。:72-74
1936年3月，土地局从民政部下属机构改编为直属于国务院的地籍整理局，宣告了满洲国政府对土地制度整理的正式开始。1936年3月，《土地审定法》颁布，规范土地调查事业。满铁经济调查会在1936年初也开始研究满洲国经济结构，并制定《满洲产业开发永年计划案》，该案也是后来的《满洲产业开发五年计划》的基础之一。永年计划案中要求土地的所有关系统一，确立单一所有权，以提高国家财政收入。该案要求开放蒙地和非正式租种的土地作为一般土地进行管理，而兴安省内的蒙古人土地所有关系不受影响。:78,79
1936年11月，土地制度调查会第一次委员会会议在满铁新京事务局召开，蒙地问题是主要议题之一。1937年2月，尽管蒙政部在土地问题上处于劣势，蒙政部实施了“旗员讲习会”，准备实施蒙政部自己的蒙租征收政策。蒙政部招募了29名日本人官僚，在蒙政部进行了两个月的培训，之后派到各旗的征租局，以强化蒙租征收。1937年7月，满洲国中央政府突然宣布废止蒙政部，将蒙政部的直属机关分散到其他部门，而又设立兴安局。兴安局管辖地域仍为兴安四省、省外蒙旗、锦热蒙地等，但权限较蒙政部大为缩小。蒙政部曾经是下设总务司、民政司、劝业司，是直属国务院的部，而兴安局仅是直属于国务总理大臣的“制定蒙政基调、联络调整蒙政事务”部门。:81-85

## 蒙地奉上的实施
1938年10月，满洲国政府施行蒙地奉上，开放蒙地执照所有者的权利变为满洲国民法上的土地所有权。开放蒙地中旗所属的生计地、留界地、庙地仍归旗所有。1938年12月31日起，蒙租转为所在县依据地税法征收的地税，蒙旗的地局废止。:67
1938年10月12日，在满洲国国务总理大臣官邸举行了蒙古王公会议。出席会议的有原哲里木盟盟长、原前郭旗扎萨克亲王、参议府参议齐默特色木丕勒，原科左中旗闲散温都尔亲王阳仓扎布等旧蒙古王公三十四人。满洲国国务总理大臣张景惠，总务厅长官星野直树，兴安局总裁扎噶尔，内务局长官御影池辰雄，兴安局参与官博彦满都、白滨晴澄。会议议程是对《蒙古王公待遇纲要》进行说明。蒙古王公会议至10月16日结束。是日，由旧蒙古王公中选定“奉上书”起草委员，并通过“奉上书”。17日，有关蒙旗旗长图们满都护（扎赉特旗旗长）、色旺多尔济（杜尔伯特旗旗长）及旧蒙古王公代表旺沁帕尔赉（原阿鲁科尔沁旗扎萨克郡王）去国务院，向国务总理大臣递交了“奉上书”，“恳请总理代为奏陈”。奉上书的内容是将地利权及特殊权益一起奉上。日满当局对旧蒙古王公及参加开放蒙地奉上的蒙古官员授勋。他们中有齐默特色木丕勒、扎噶尔（原巴林右旗扎萨克亲王、兴安局总裁）、巴特玛拉布坦（原扎赉特旗扎萨克郡王、第九军管区司令官）、业喜海顺（原科右中旗扎萨克亲王）、寿明阿（原科右后旗闲散辅国公、兴安南省省长）。为了笼络蒙古王公，远住北京的那木济勒色楞（原科左中旗扎萨克达尔汗亲王）、僧格林沁后裔和希格（原科左后旗扎萨克亲王），也被授勋。
举行首次蒙古王公会议时，总务厅长官星野直树致词时说：“此次浴恩之旧王公为兴安南、西两省及省外四旗三十余名，锦热两省之旧王公，因诸种情形，不在此次之范围内，彼等所受恩典，为时亦不远也。”1939年8月22日，满洲国参议府通过《锦热蒙地处理大纲》。据《盛京时报》报道，9月8日上午10时在国务总理大臣张景惠办公室举行锦热“蒙地奉上”仪式。云丹桑布（土默特左旗旗长）代表“蒙地奉上”旗份的旗长讲话，拉沁旺楚克（原翁牛特左翼旗扎萨克郡王）作为旧蒙古王公代表。9月9日上午，锦、热蒙旗旗长及旧蒙古王公觐见皇帝溥仪并进“御赐宴”、叙勋。对于锦、热两省的“蒙地奉上”，当地人俗称“土地和解”。
日本扶持下的满洲国否定王公制度，称之为“旧蒙古王公”，在日本关东军的武力威慑下，蒙古王公将自己自清初以来享有的管辖治理权交给满洲国皇帝，至此“蒙地奉上”完成。当时日本人就将“蒙地奉上”比喻成日本明治维新时期的“版籍奉还”。蒙地奉上後，满洲国的相关法令严禁王公干政，但是在其待遇方面也做了某些补偿，同时启用某些王公担任国家公职。尽管侵犯了旧王公利益，日满当局通过这些措施软硬兼施以最大程度减少阻力，最终没有引起什么风波。
蒙民厚生会是“蒙地奉上”的产物，设于兴安南省省会王爷庙。理事长由兴安南省省长寿明阿兼任，玛尼巴达喇任专务理事。“从1939年起，每年由国库拨给蒙旗300万元补助金，其中一半作为有关各旗的行政补助费，另一半作为厚生（意即‘改善生活’）资金，用于蒙旗的建设及举办改善蒙民生活的事业”。